# Чаянда
Чая́нда (также Чайанда) — река в Якутии, левый приток Нюи. Длина реки — 146 км. Площадь водосборного бассейна — 2170 км².
Река берет начало на Приленском плато на востоке Среднесибирского плоскогорья в Ленском районе Якутии, на границе с Мирнинским районом, на высоте более 400 м над уровнем моря. Преимущественно течёт в южном и юго-восточном направлении. Берега поросли лиственнично-берёзовой тайгой, участками заболочены. Впадает в Нюю по левому берегу на отметке 241 м над уровнем моря, выше впадения Олдона, в 420 км от устья Нюи. Ширина перед устьем — 43-55 м при глубине 0,5-0,7 м; скорость течения в низовьях составляет 0,3-0,7 м/с. 

## Основные притоки
Указаны поименованные притоки длиной 20 км и более
| Название     | Расстояние от устья | Длина | Положение |
| ------------ | ------------------- | ----- | --------- |
| Торго-Юрях   | 47                  | 20    | правый    |
| Мунг-Бёрёлёх | 71                  | 25    | правый    |
| Орто-Сала    | 114                 | 35    | правый    |

## Данные водного реестра
По данным государственного водного реестра России и геоинформационной системы водохозяйственного районирования территории РФ, подготовленной Федеральным агентством водных ресурсов:
- Бассейновый округ — Ленский
- Речной бассейн — Лена
- Речной подбассейн — Лена между впадением Витима и Олёкмы
- Водохозяйственный участок — Нюя
- Код водного объекта — 18030300112117200003050